# Robert Seiringer

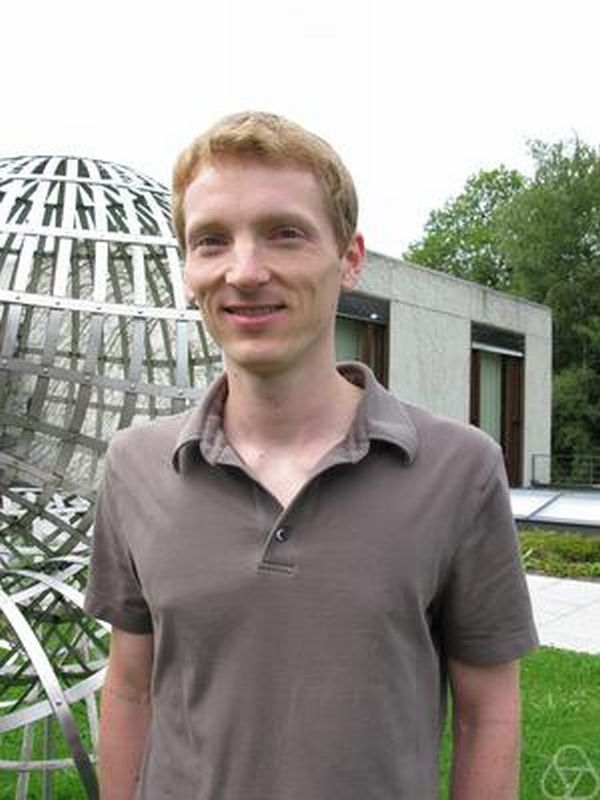
Robert Seiringer 2008

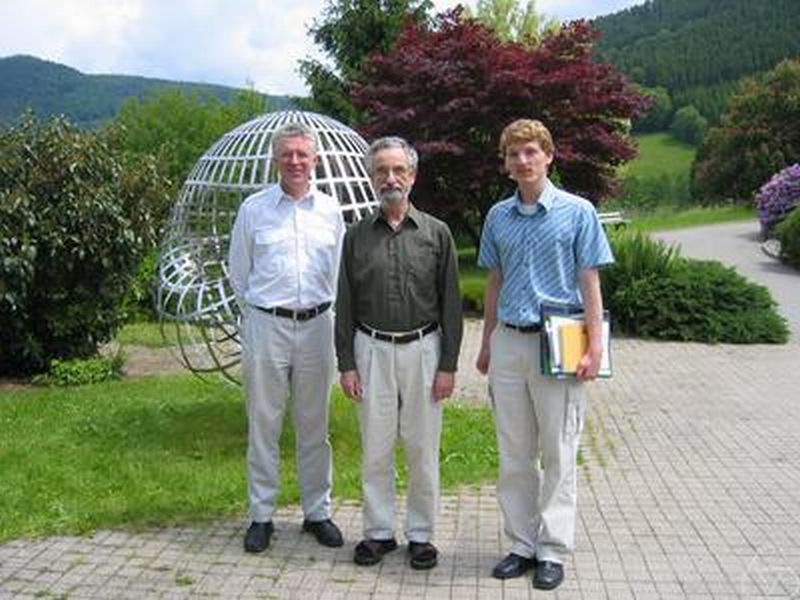
Yngvason (links), Lieb, Seiringer (rechts) in Oberwolfach 2004

Robert Seiringer (* 1. September 1976 in Vöcklabruck) ist ein österreichischer mathematischer Physiker.

## Leben
Seiringer studierte Physik an der Universität Wien, wo er 1999 sein Diplom erwarb und 2000 bei Jakob Yngvason promoviert wurde. 2005 habilitierte er sich an der Universität Wien. 2001 ging er (mit einem Schrödinger Stipendium) an die Princeton University. Dort wurde er 2003 Assistant Professor. Von 2010 bis 2013 war er Associate Professor an der McGill University. Seit Mai 2013 ist er Professor am Institute of Science and Technology Austria in Klosterneuburg. Er ist außerdem außerordentlicher Professor an der Universität Wien.
Seiringer gelangen wesentliche Fortschritte in der mathematischen Theorie von Quantengasen und speziell der Bose-Einstein-Kondensation. Er bewies deren Existenz für wechselwirkende Bosonengase im Gross-Pitaevski-Grenzfall teilweise in Zusammenarbeit mit Elliott Lieb. Sie bewiesen auch die Suprafluidität in diesem Grenzfall und die Ableitung der Gross-Pitaevskii-Gleichung im Spezialfall von BEC in rotierenden Behältern.
2009 erhielt er den Henri-Poincaré-Preis. 2014 war er Eingeladener Sprecher auf dem ICM in Seoul. 2015 wurde Seiringer Präsident der International Association of Mathematical Physics, 2017 wurde er in die Österreichische Akademie der Wissenschaften gewählt, 2021 in die Academia Europaea. 2020 wurde er Fellow der American Mathematical Society. Für 2022 wurde ihm der Erwin Schrödinger-Preis zugesprochen.

## Schriften
- Seiringer. Hot topics in cold gases. Plenarvortrag, 16. International Congress on Mathematical Physics, Prag 2009, arxiv:0908.3686.
- mit Elliott Lieb: The stability of matter in quantum mechanics. Cambridge University Press; 2009, ISBN 0-521-19118-1.